# Juan de Landa (actor)
Juan Pisón Pagoaga y Landa (Motrico, 27 de junio de 1894 - ibídem, 18 de febrero de 1968) fue un actor español.
Nacido en Motrico, País Vasco. En 1908 su familia se trasladó Madrid. En el seno de una familia humilde, formó parte en el teatro tras el comienzo de los años veinte. Debutó como actor en el cine de Hollywood El último de los Vargas (1930), tras intervenir en el cine en el extranjero hizo una breve carrera en el doblaje. Durante la Guerra civil española abandonó el cine e ingresó en el Teatro Lope de Vega en Madrid. Posteriormente incursiona en el cine y trabajó bajo órdenes con Florián Rey, Luis Lucia, José Luis Sáenz de Heredia, Juan de Orduña, Luis García Berlanga y Juan Antonio Bardem.. Durante 1952 y 1953 intervino en varias películas italianas.
Después de una consolidada trayectoria artística de cincuenta años el actor muere en su tierra natal el 18 de febrero de 1968 a causa de cáncer hepático. Esta enterrado en el Cementerio de la Almudena en Madrid. 

## Filmografía
| - Cuatro en la frontera (1958) - Un ángel pasó por Brooklyn (1957) - Faustina (1957) - Los ángeles del volante (1957) - Han robado un tranvía (1956) - El hombre que veía la muerte (1955) - La burla del diablo (1953) - El capitán fantasma (1953) - El ultimo Zorro (1952) - La donna che inventò l'amore (1952) - La figlia del diavolo (1952) - Cento piccole mamme (1952) - Redenzione (1952) - Lebbra bianca (1951) - Salvate mia figlia (1951) - Alina (1950) - L'edera (1950) - Mi adorado Juan (1950) - La esfinge maragata (1950) - La familia Vila (1950) - Una mujer cualquiera (1949) - En un rincón de España (1949) - La fiesta sigue (1948) - El tambor del Bruch (1948) - Noche sin cielo (1947) | - Gran premio (1944) - Obsesión (1943) - Tragica notte (1942) - Oro nero (1942) - El rey se divierte (1941) - La fuerza bruta (1941) - Conjura en Florencia (1941) - El prisionero de Santa Cruz (1941) - El pirata soy yo (1940) - El hombre de la legión (1940) - Il peccato di Rogelia Sanchez (1940) - Santa Rogelia (1940) - Frente de Madrid (1939) - Al margen de la ley (1936) - El secreto de Ana María (1936) - Se ha fugado un preso (1935) - La fruta amarga (1931) - Su última noche (1931) - En cada puerto un amor (1931) - El proceso de Mary Dugan (1931) - De frente, marchen (1930) - El presidio (1930) - El valiente (1930) - El último de los Vargas (1930) |